# Noiron
Pour les articles homonymes, voir Noiron (homonymie).
Noiron est une commune française située dans le département de la Haute-Saône, la région culturelle et historique de Franche-Comté et la région administrative Bourgogne-Franche-Comté.

## Géographie
- 1Carte dynamique
- 2Carte OpenStreetMap
- 3Carte topographique
- 4Carte avec les communes environnantes

La commune est traversée par la Tenise, un affluent de rive gauche de la Saône.

### Communes limitrophes

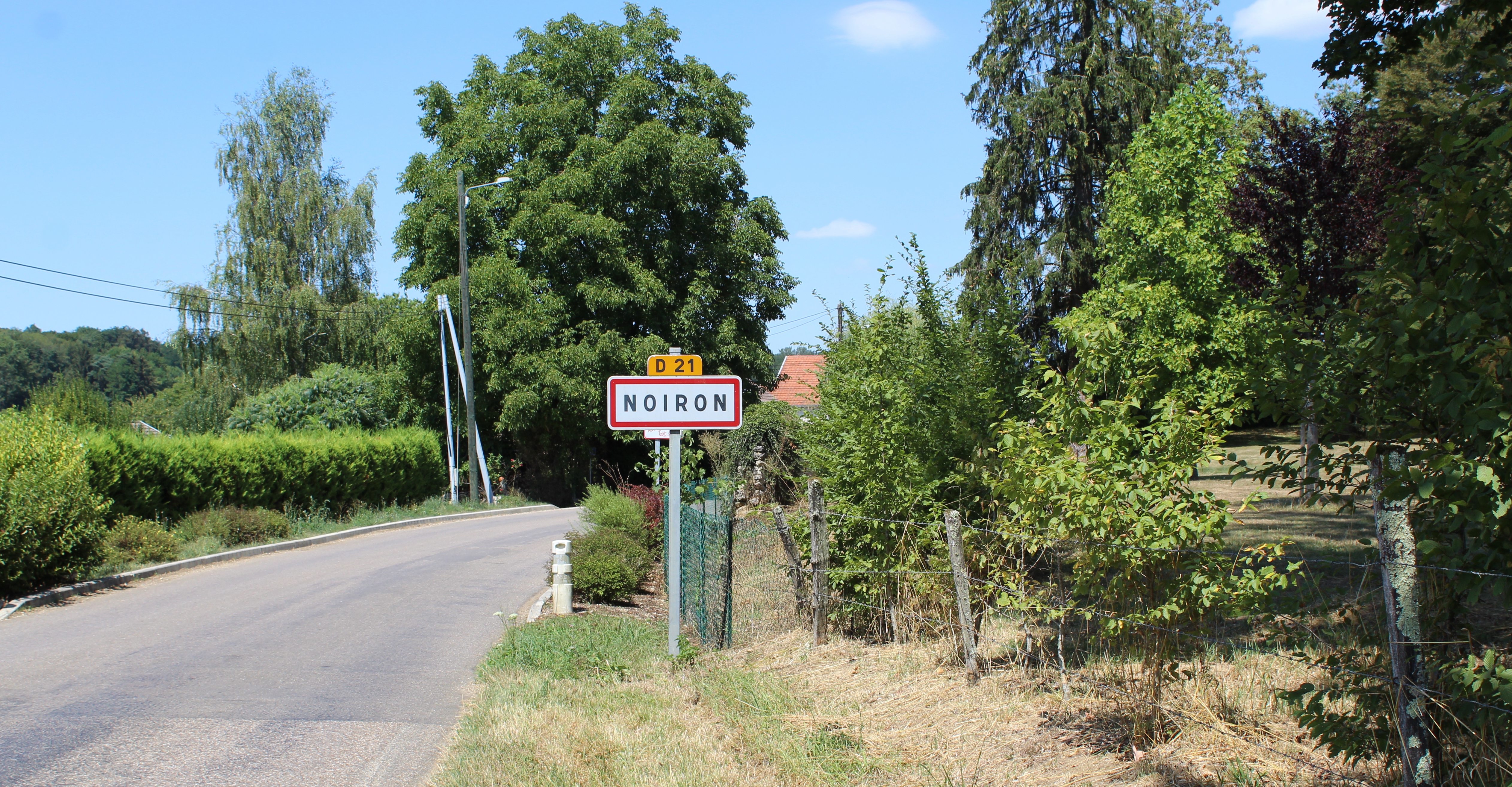
Entrée du village.

### Climat
Pour des articles plus généraux, voir Climat de la Bourgogne-Franche-Comté et Climat de la Haute-Saône.
En 2010, le climat de la commune est de type climat des marges montargnardes, selon une étude du Centre national de la recherche scientifique s'appuyant sur une série de données couvrant la période 1971-2000. En 2020, Météo-France publie une typologie des climats de la France métropolitaine dans laquelle la commune est exposée à un climat semi-continental et est dans la région climatique  Lorraine, plateau de Langres, Morvan, caractérisée par un hiver rude (1,5 °C), des vents modérés et des brouillards fréquents en automne et hiver. 
Pour la période 1971-2000, la température annuelle moyenne est de 10,2 °C, avec une amplitude thermique annuelle de 17,7 °C. Le cumul annuel moyen de précipitations est de 953 mm, avec 12,5 jours de précipitations en janvier et 8,7 jours en juillet. Pour la période 1991-2020, la température moyenne annuelle observée sur la station météorologique de Météo-France la plus proche, « Cugney », sur la commune de Cugney à 7 km à vol d'oiseau, est de 11,2 °C et le cumul annuel moyen de précipitations est de 958,2 mm. 
La température maximale relevée sur cette station est de 40 °C, atteinte le 31 juillet 2020 ; la température minimale est de −17 °C, atteinte le 20 décembre 2009,,. 
Les paramètres climatiques de la commune ont été estimés pour le milieu du siècle (2041-2070) selon différents scénarios d'émission de gaz à effet de serre à partir des nouvelles projections climatiques de référence DRIAS-2020. Ils sont consultables sur un site dédié publié par Météo-France en novembre 2022.

## Urbanisme

### Typologie
Au 1er janvier 2024, Noiron est catégorisée commune rurale à habitat dispersé, selon la nouvelle grille communale de densité à sept niveaux définie par l'Insee en 2022.
Elle est située hors unité urbaine. Par ailleurs la commune fait partie de l'aire d'attraction de Gray, dont elle est une commune de la couronne,. Cette aire, qui regroupe 63 communes, est catégorisée dans les aires de moins de 50 000 habitants,.

### Occupation des sols
L'occupation des sols de la commune, telle qu'elle ressort de la base de données européenne d’occupation biophysique des sols Corine Land Cover (CLC), est marquée par l'importance des forêts et milieux semi-naturels (71,1 % en 2018), en augmentation par rapport à 1990 (70,1 %). La répartition détaillée en 2018 est la suivante : 
forêts (71,1 %), terres arables (13 %), zones agricoles hétérogènes (10,5 %), prairies (5,4 %). L'évolution de l’occupation des sols de la commune et de ses infrastructures peut être observée sur les différentes représentations cartographiques du territoire : la carte de Cassini (XVIIIe siècle), la carte d'état-major (1820-1866) et les cartes ou photos aériennes de l'IGN pour la période actuelle (1950 à aujourd'hui).

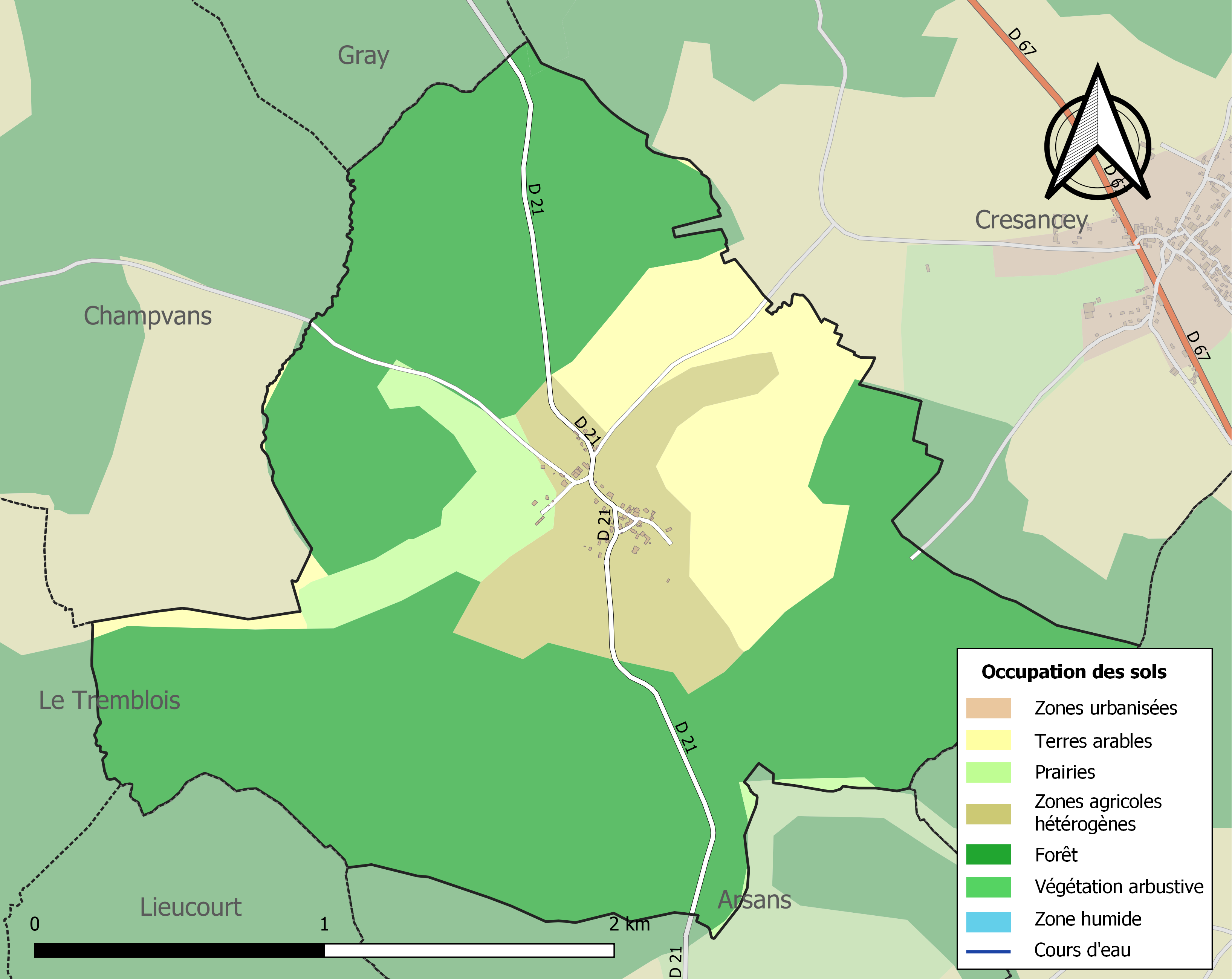
Carte des infrastructures et de l'occupation des sols de la commune en 2018 (CLC).

## Histoire
Les premières traces écrites du nom du village apparaissent au XIIe siècle sous les intitulés « Neront – Nocront – Noyront » mais le nom est orthographié pour la première fois comme nous le connaissons aujourd’hui en 1329.
Dans la Chronique de Bèze, il est fait mention d’un meix « in villa quae dicitur Neronis juxta Gradiacum castris » d’où l’on a conclu que Noiron aurait existé dès la période romaine.
Noiron est cité dans une charte de 1150 par laquelle Narduin de Noiron et sa sœur Ermengarde, donnent à l’abbaye de Corneux des droits de justice sur le village. En 1188, Pierre de Noiron donna à la même abbaye le moulin de Noiron « molendinum Noeront ». Cette famille apparaît encore en 1320 avec Renaud de Noiron, damoiseau. En 1329, Henri de Vergy confessait tenir de la reine Jeanne, la terre de Noiron, à cause de son comté de Bourgogne. La seigneurie appartint ensuite à la famille de la Baume-Saint-Amour. De 1620 à 1637, Bénigne Balahu acquit quelques fiefs, ce qui lui permit de s’intituler seigneur de Noiron. En 1709, Claude François de la Baume, comte de Saint-Amour, vendit une portion de la seigneurie dite de Saint-Amour ou de Saint-Loup à Jean Baptiste Balahu, lieutenant particulier au présidial de Gray, à Claude François Balahu, ci-devant capitaine d’infanterie et à Ferdinand Balahu, capitaine au régiment de Poitiers. Le second acquit en 1743 une nouvelle portion de la seigneurie et celle-ci appartenait en entier en 1789 à Baptiste Joseph Balahu de Noiron. En 1780, le village dépend du bailliage de Gray et en 1790, du district de Gray et canton de Champvans.

## Politique et administration

### Rattachements administratifs et électoraux
La commune fait partie de l'arrondissement de Vesoul du département de la Haute-Saône, en région Bourgogne-Franche-Comté. Pour l'élection des députés, elle dépend de la première circonscription de la Haute-Saône.
Elle fait partie depuis 1801 du canton de Gray (dont la composition a été modifiée dans le cadre du redécoupage cantonal de 2014 en France, passant de 21 à 24 communes).

### Intercommunalité
La commune a adhéré le 1er janvier 2010 à l'ancienne communauté de communes Val de Gray.
L'article 35 de la loi n° 2010-1563 du 16 décembre 2010 « de réforme des collectivités territoriales » prévoyait d'achever et de rationaliser le dispositif intercommunal en France, et notamment d'intégrer la quasi-totalité des communes françaises dans des EPCI à fiscalité propre, dont la population soit normalement supérieure à 5 000 habitants.
Dans ce cadre, le schéma départemental de coopération intercommunale (SDCI) approuvé par le préfet de Haute-Saône le 23 décembre 2011 a prévu la fusion de cette intercommunalité avec la petite communauté de communes du Pays d'Autrey, auxquelles plusieurs communes jusqu'alors isolées devraient se joindre.
La commune est donc membre depuis le 1er janvier 2013 de la nouvelle communauté de communes Val de Gray.

### Liste des maires

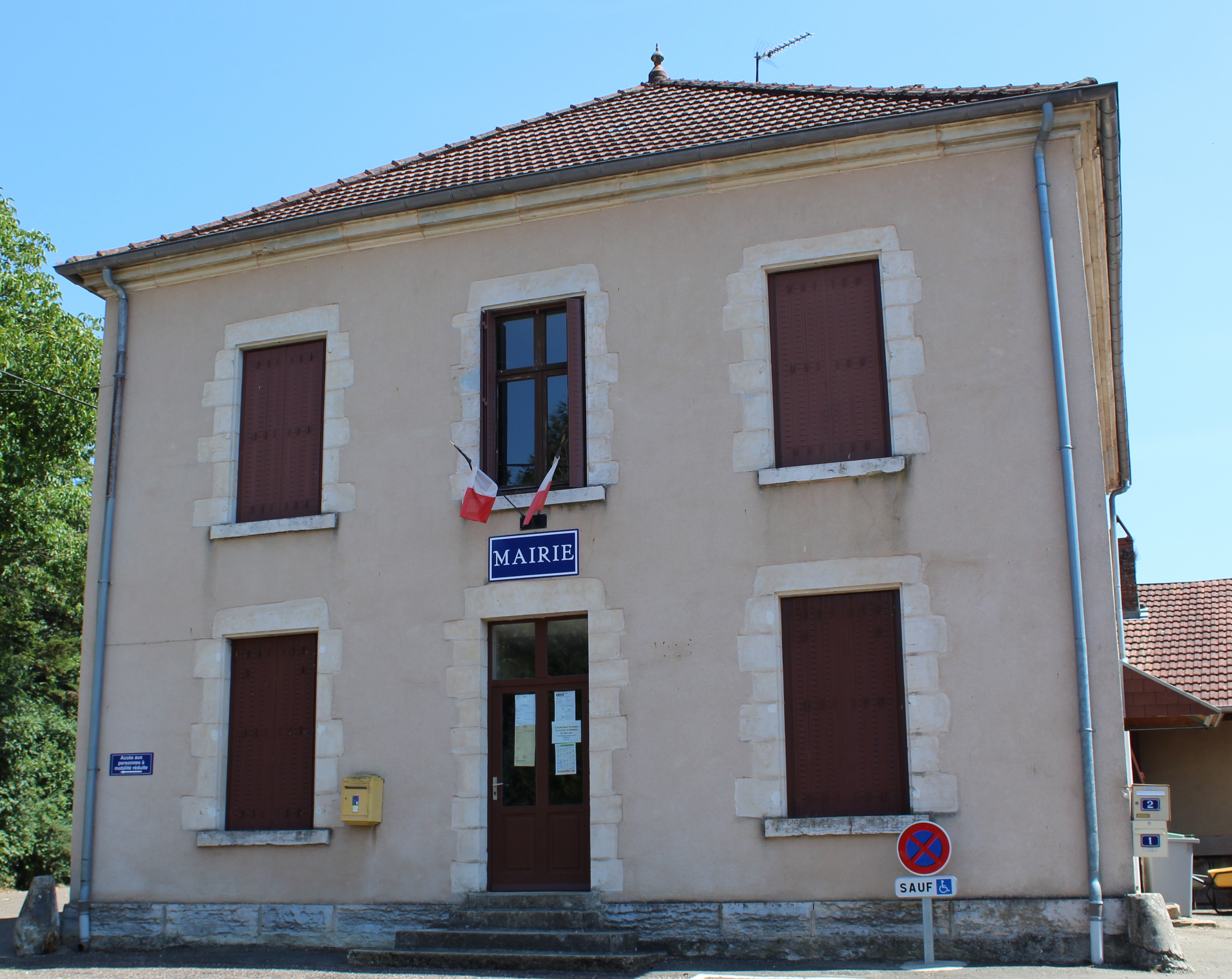
La mairie.

| Période                                  | Période                       | Identité            | Étiquette | Qualité |
| ---------------------------------------- | ----------------------------- | ------------------- | --------- | --- |
| Les données manquantes sont à compléter. |                               |                     |           | |
| mars 2001                                | mars 2006                     | Pierre Berthier     |           | |
| mai 2006                                 | mars 2008                     | Yves Decaillot      |           | |
| mars 2008                                | 2014                          | Marielle Jeanmougin |           | |
| avril 2014                               | En cours (au 16 juillet 2020) | Olivier Vuillier    |           | Directeur du développement au comité régional du tourisme Vice-président de la CC Val de Gray (2019 → ) Réélu pour le mandat 2020-2026 |

## Démographie
L'évolution du nombre d'habitants est connue à travers les recensements de la population effectués dans la commune depuis 1793. Pour les communes de moins de 10 000 habitants, une enquête de recensement portant sur toute la population est réalisée tous les cinq ans, les populations de référence des années intermédiaires étant quant à elles estimées par interpolation ou extrapolation. Pour la commune, le premier recensement exhaustif entrant dans le cadre du nouveau dispositif a été réalisé en 2006.

En 2022, la commune comptait 58 habitants, en évolution de +1,75 % par rapport à 2016 (Haute-Saône : −1,4 %, France hors Mayotte : +2,11 %).
| 1793 | 1800 | 1806 | 1821 | 1831 | 1836 | 1841 | 1846 | 1851 |
| ---- | ---- | ---- | ---- | ---- | ---- | ---- | ---- | ---- |
| 181  | 174  | 153  | 156  | 233  | 248  | 245  | 219  | 253  |

| 1856 | 1861 | 1866 | 1872 | 1876 | 1881 | 1886 | 1891 | 1896 |
| ---- | ---- | ---- | ---- | ---- | ---- | ---- | ---- | ---- |
| 190  | 207  | 161  | 134  | 142  | 117  | 134  | 122  | 102  |

| 1901 | 1906 | 1911 | 1921 | 1926 | 1931 | 1936 | 1946 | 1954 |
| ---- | ---- | ---- | ---- | ---- | ---- | ---- | ---- | ---- |
| 95   | 105  | 87   | 77   | 65   | 45   | 56   | 61   | 46   |

| 1962 | 1968 | 1975 | 1982 | 1990 | 1999 | 2006 | 2011 | 2016 |
| ---- | ---- | ---- | ---- | ---- | ---- | ---- | ---- | ---- |
| 53   | 55   | 57   | 65   | 65   | 50   | 65   | 58   | 57   |

| 2021 | 2022 | - | - | - | - | - | - | - |
| ---- | ---- | - | - | - | - | - | - | - |
| 58   | 58   | - | - | - | - | - | - | - |

## Culture locale et patrimoine

### Lieux et monuments
- Le village possède une église construite dans la seconde moitié du XVIIIe siècle.
- Une maladrerie, établie sur le territoire, est mentionnée dans la charte d’affranchissement de Gray en 1324.
- Le château (XVIIe siècle) a été restauré en 2010/2011.
- Jadis, une verrerie a pu exister, en tout cas, un bois appelé Tertre de la Verrerie semble l'indiquer.
- Un haut-fourneau a été établi à Noiron en 1824. Il produisait 800 tonnes de fonte en 1840. Il fut arrêté en février 1863[13].

## Galerie

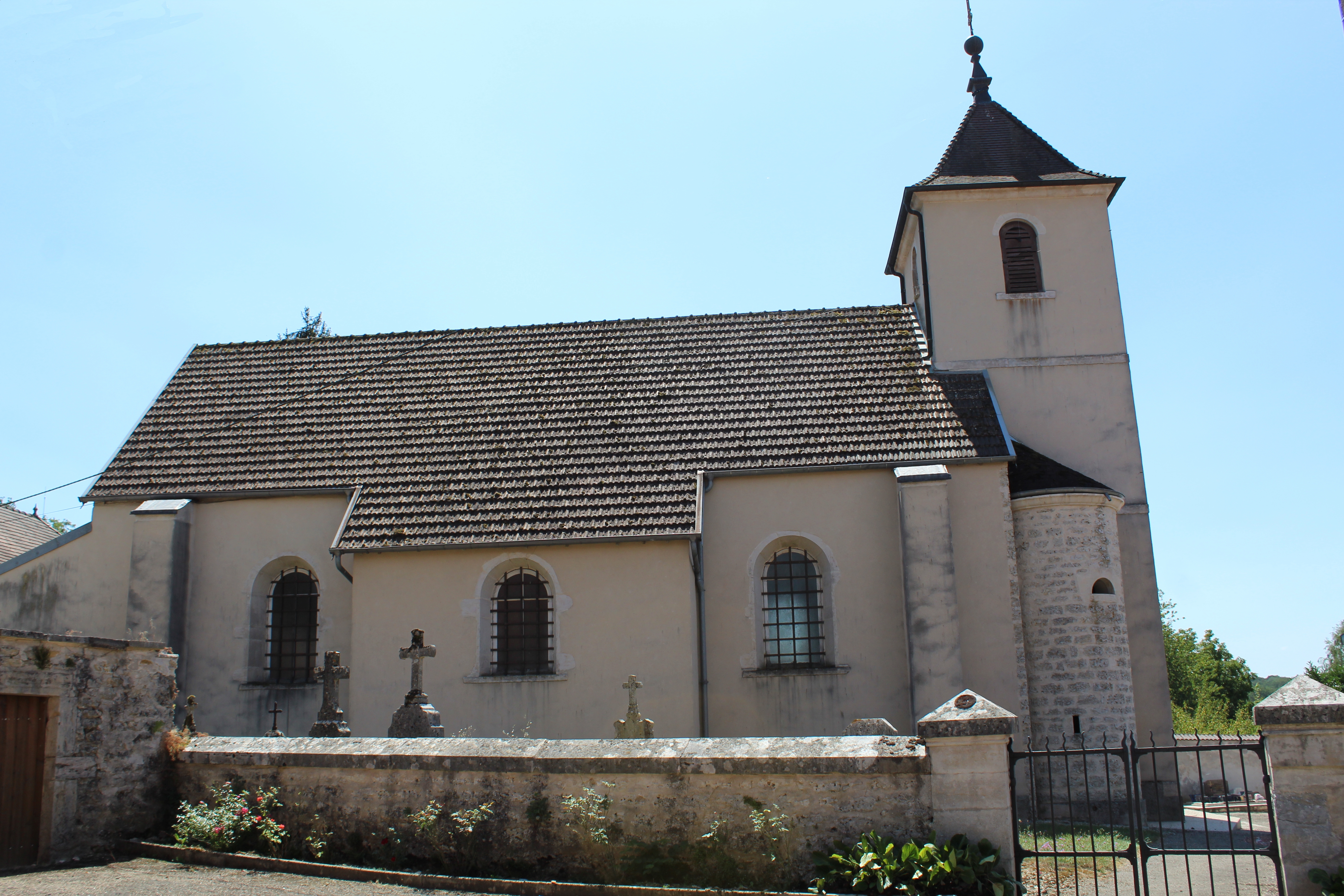
Léglise.
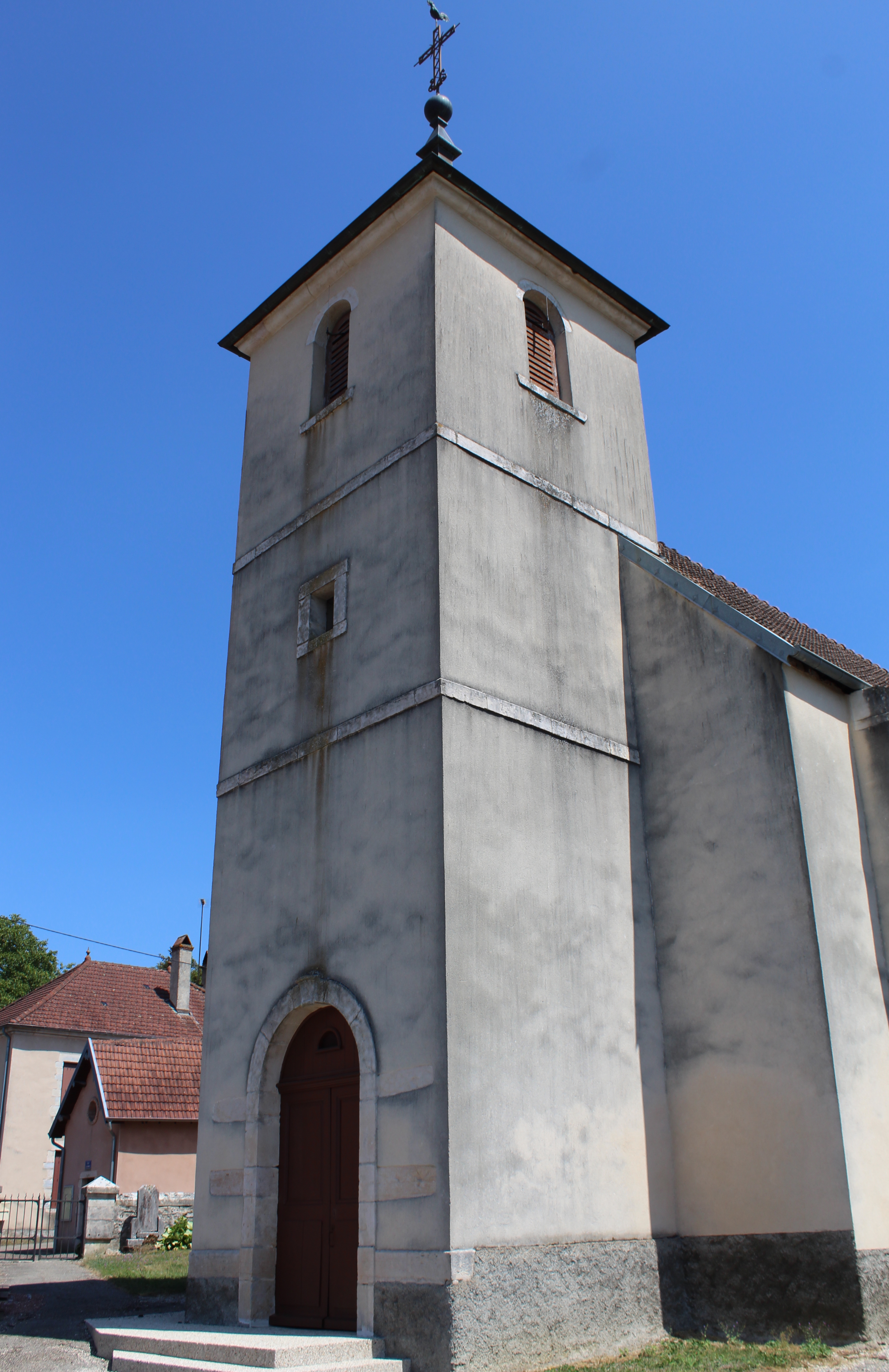
Le clocher de l'église.
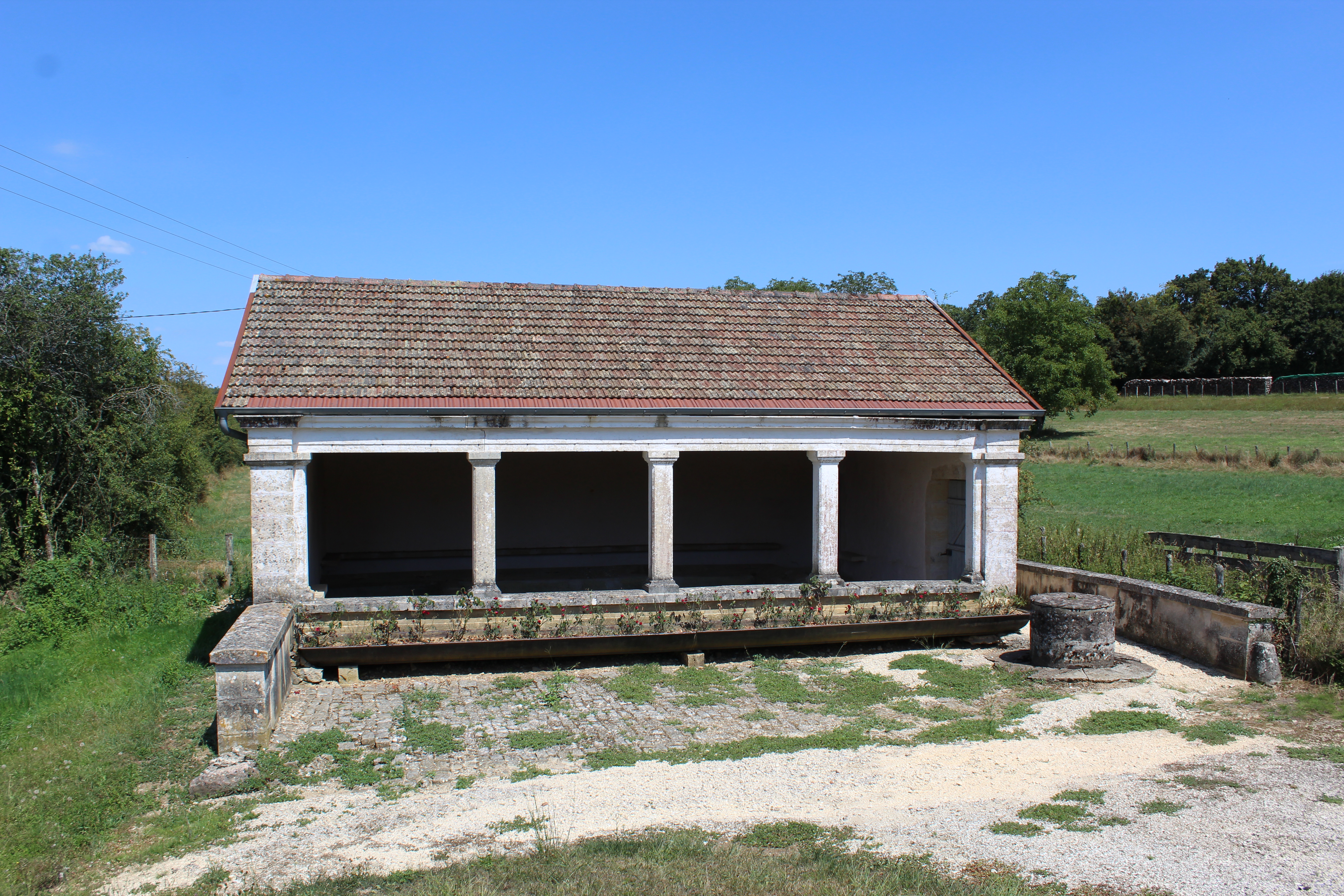
Le lavoir au bord de la Tenise.
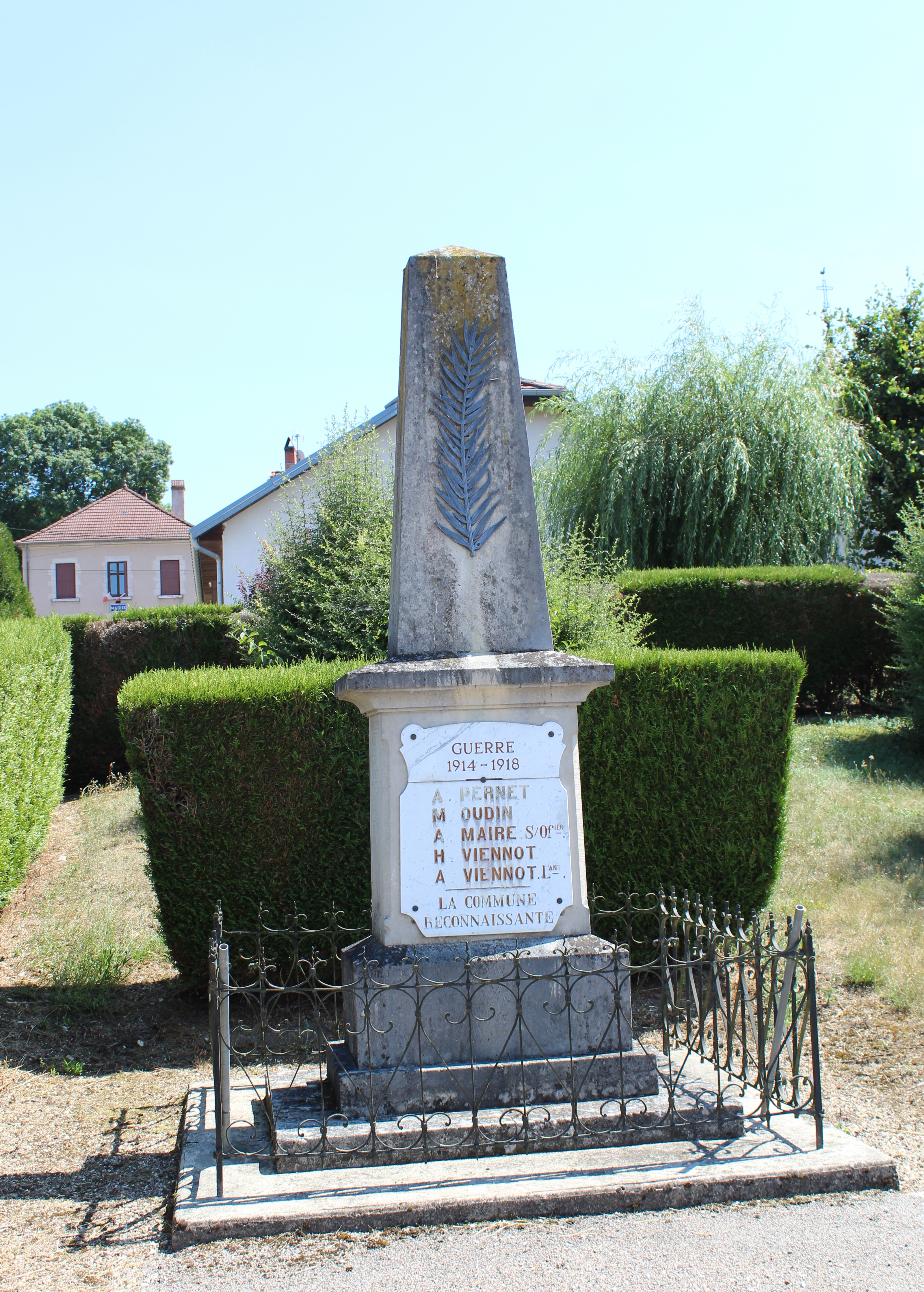
Le monument aux morts.
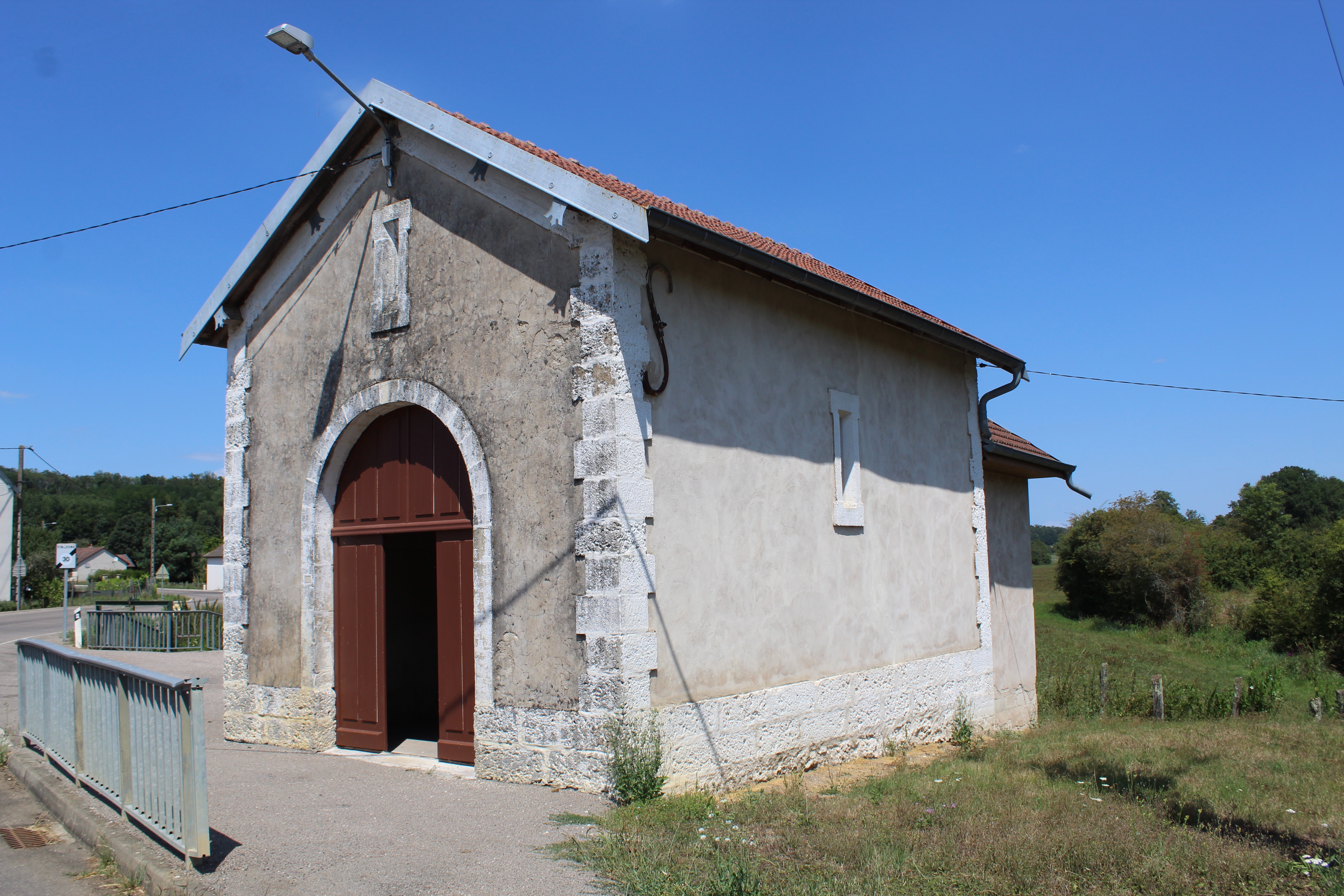
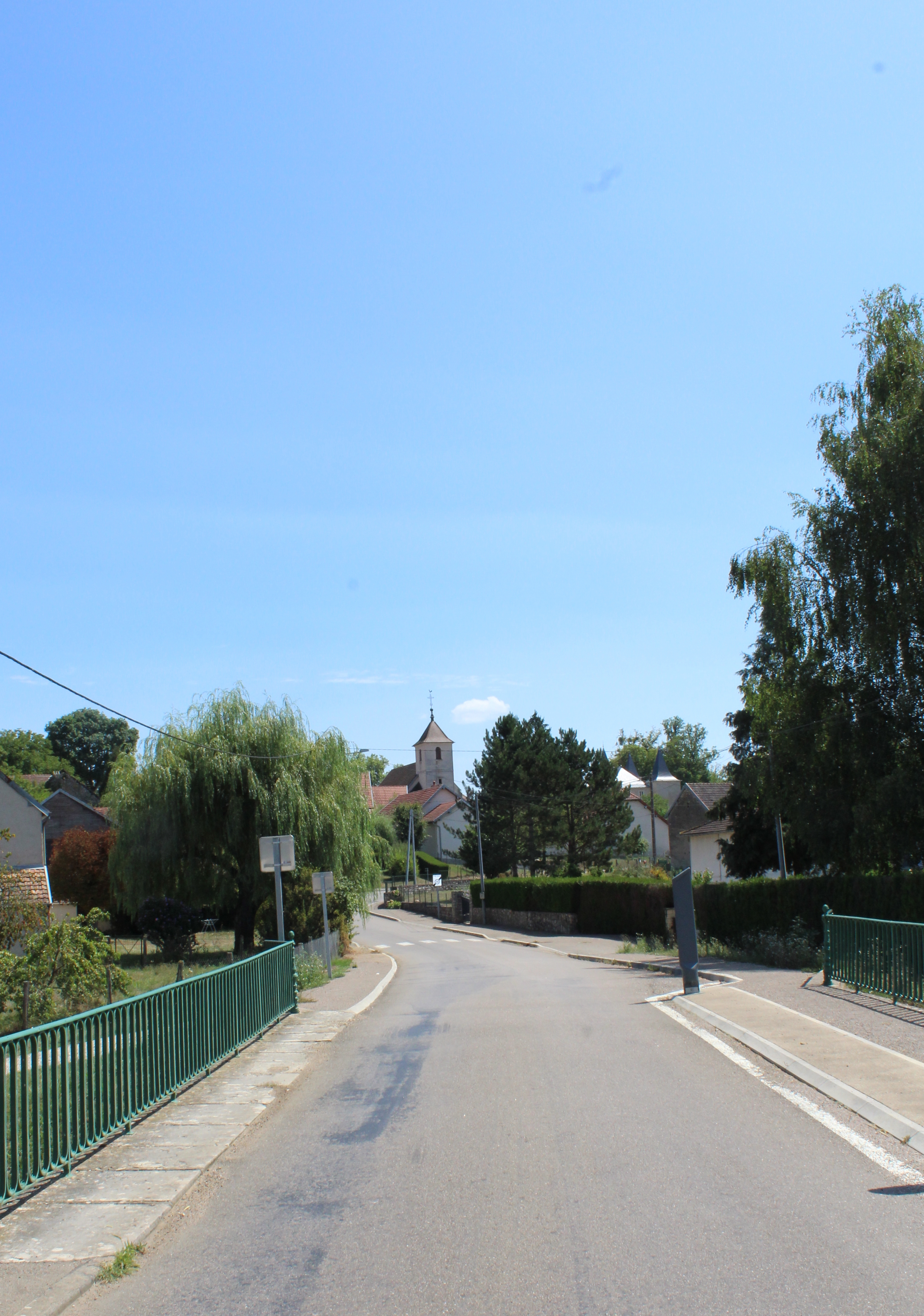
La rue principale et le pont sur la Tenise.
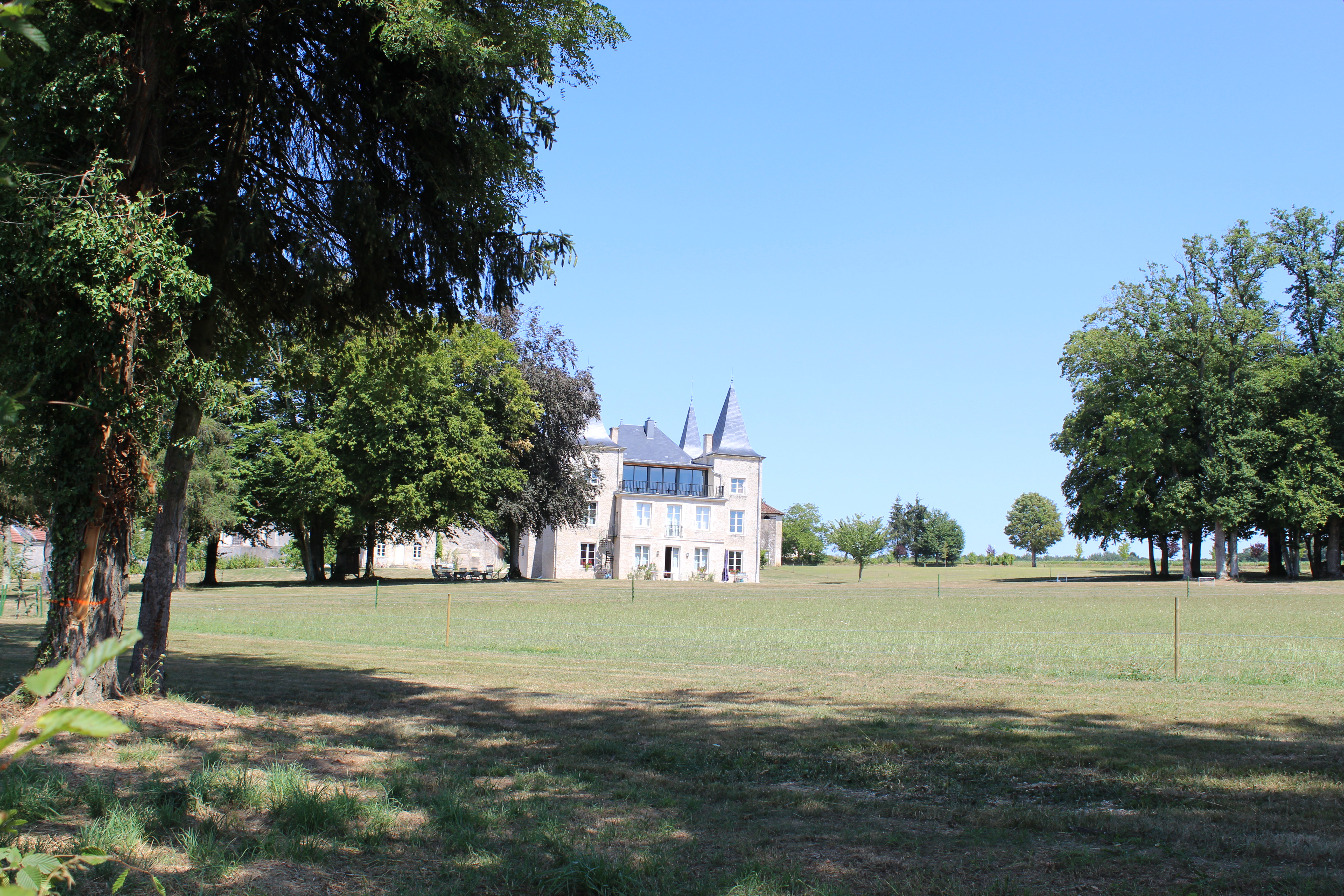
Vue du château et de son parc.